# Peace Bridge
Peace Bridge är en bro som går mellan Kanada och USA på Eriesjöns östra sida, vid Niagarafloden. Den sammanbinder städerna Buffalo, New York och Fort Erie, Ontario. Ansvarar för bron gör Buffalo and Fort Erie Public Bridge Authority. Bron invigdes den 1 juni 1927.

### Fotnoter
1. ↑  ”The Peace Bridge” (på engelska). Niagara Falls Info. http://www.niagarafallsinfo.com/history-item.php?entry_id=1401&current_category_id=217. Läst 8 november 2015.